# 佐賀県立伊万里商業高等学校
佐賀県立伊万里商業高等学校（さがけんりついまりしょうぎょうこうとうがっこう, Saga Prefectural Imari Commercial High School）は、かつて佐賀県伊万里市脇田町に存在した県立の商業高等学校。通称「伊商（いしょう）」。

## 概要
歴史
1900年（明治33年）開校の「組合立 伊万里商業補習学校」を起源とする。実業補習学校・商業学校・新制高等学校と、数回の改編・改称を経て、現校名となったのは1953年（昭和28年）。2019年（平成31年）に佐賀県立伊万里農林高等学校との統合により、佐賀県立伊万里実業高等学校が併置された。伊万里商業高等学校の校地と校舎は、「佐賀県立伊万里実業高等学校 商業キャンパス」として継続して使用されている。
なお、伊万里商業高等学校は、2018年度（平成30年度）に入学した生徒が卒業するまで存続された（全日制課程は2021年（令和3年）3月末まで、定時制課程は2022年（令和4年）3月末まで）。
設置課程・学科
- 全日制課程 2学科（学年制) 
  - 商業科（商業コース・進学コース）
  - 情報処理科
- 定時制課程 1学科（1999年度（平成11年度）から単位制を導入）
  - 商業科

修業年限は4年であるが、通信制課程を同時に履修すること（定通併修制度）により、3年での卒業が可能。完全給食を実施。
校訓
「挑（ちょう）・研（けん）・創（そう）」
校章
ローマ神話に登場する商業の神、マーキュリーの持つ黄金の杖に2匹の蛇が巻きつき、左右に7枚ずつの羽がついている。 左にCommerical（商業）の頭文字の「C」を、右にSchool（学校）の頭文字「S」を配している。
校歌
作詞は小笠原悟、作曲は真島豹吉による。3番まであり、1番に学校の略称「伊商」が登場する。
制服
全日制課程、定時制課程両方に制服があり、男女ともにブレザー（女子はリボン付き）

## 沿革
伊万里商業学校
- 1900年（明治33年）4月 - 「組合立伊万里商業補習学校」が開校。
- 1902年（明治35年）- 「組合立伊万里商業学校」と改称。
- 1907年（明治40年）- 「西松浦郡立伊万里商業学校」と改称。
- 1921年（大正10年）- 県に移管され、「佐賀県立伊万里商業学校」と改称。

旧制伊万里中学校
- 1945年（昭和20年）4月 - 佐賀県立伊万里中学校（旧制）となる。

伊万里第一高等学校
- 1948年（昭和23年）4月1日 - 学制改革に伴い、伊万里中学校が「佐賀県立伊万里第一高等学校」（男子校）と改称。

伊万里高等学校 商業科
- 1949年（昭和24年）- 伊万里第一高等学校と伊万里第二高等学校（女子校）が統合し、「佐賀県立伊万里高等学校」（男女共学）となる。
- 1950年（昭和25年）- 伊万里高等学校に定時制課程の商業科が設置される。
- 1952年（昭和27年）- 伊万里高等学校に全日制課程の商業科が設置される。

伊万里商業高等学校
- 1953年（昭和28年）4月1日 - 伊万里高等学校の商業科が分離し、「佐賀県立伊万里商業高等学校」（現校名）として独立。
- 1968年（昭和43年）6月 - 定時制課程で完全給食を開始。
- 1983年（昭和58年）4月1日 - 定時制課程に専修コース（情報処理・簿記会計）を開設。
- 1987年（昭和62年）4月1日 - 定時制課程の男子制服を制定。
- 1989年（平成元年）4月1日 - 情報処理科を設置。
- 1990年（平成2年）11月- 創立90周年記念式典を挙行。
- 1992年（平成4年）4月1日 - 定時制課程の男子・女子制服を制定。
- 1994年（平成6年）3月 - 特別教室棟及び昇降口が完成。
- 1994年（平成6年）10月 - 東校舎を全面改装。
- 1995年（平成7年）3月 - 重層体育館が完成。
- 1997年（平成9年）1月 - 西校舎全面改装、プールが完成。
- 1998年（平成10年）1月 - 管理棟が完成。
- 1999年（平成11年）4月1日 - 定時制課程で単位制・2学期制を開始。
- 2000年（平成12年）- 創立100周年式典式典を挙行。
- 2006年（平成18年） - 第78回選抜高等学校野球大会に伊万里市内の高校としては春夏通じて初めての甲子園出場を決めた。
- 2010年（平成22年）- 創立110周年記念式典を挙行。
- 2019年（平成31年）4月 - 佐賀県立伊万里農林高等学校との統合により、「佐賀県立伊万里実業高等学校」が開校。
  - これに伴い、全日制課程の商業科・情報処理科と定時制課程の商業科の（伊万里商業高校としての）募集を停止。
- 2021年（令和3年）3月31日 - 全日制課程の商業科・情報処理科が閉科、全日制課程が閉校。
- 2022年（令和4年）3月31日 - 定時制課程の商業科が閉科、定時制課程も閉校し、完全に閉校。122年の歴史に幕を下ろした。

## 特色ある教育活動
在校生によってインターネットショッピングモール「伊万里学美舎」が運営され、地元企業と協力し個性ある商品が開発されていることで知られる。

## 部活動

### 全日制課程
全員部活制（生徒は必ずクラブに所属しなければならない）
運動部
- 陸上部
- 野球部 - 2006年春（第78回）に伊万里市内の高校では初めて甲子園に出場した。
- バレーボール部（女子）
- バスケットボール部
- ソフトテニス部
- テニス（硬式）部（女子）
- 卓球部
- ソフトボール部（女子）
- ホッケー部
- 剣道部
- 柔道部

文化部
- OA技術部
- 簿記部
- 情報処理部
- 珠算・電卓部
- ブラスバンド部
- ボランティア部
- 茶道部
- 家庭部
- 美術部

### 定時制課程
運動部
- 軟式野球部
- バスケットボール部（男子）
- バレーボール部（女子）
- 卓球部
- 陸上部

## 著名な出身者
- 田中昌之（歌手、※中途退学)
- 梶原和隆（元プロ野球選手。阪神タイガース）
- 迎祐一郎（元プロ野球選手。オリックス・ブルーウェーブ-オリックス・バファローズ-広島東洋カープ）
- 豊岡哲生（競輪選手）

## 交通
最寄りの鉄道駅
- JR九州筑肥線・松浦鉄道（MR）「伊万里駅」

最寄りのバス停留所
- 西肥自動車 「伊万里商業高校前」バス停留所

最寄りの幹線道路
- 国道204号
- 佐賀県道321号黒川松島線

## 周辺
- 伊万里市立伊万里小学校
- 伊万里市立啓成中学校
- 伊万里市生涯学習センター
- 伊万里市民センター
- 啓成郵便局